# Arhivolt
Arhivolt je polkrožni lok - ločno čelo, ločna čelna špaletna površina polkrožnega loka, ki povezuje dva stebra oziroma prednji lok v arhitravu (v helenistični, rimski, renesančni in baročni arhitekturi). V gotski in romanski arhitekturi, je serija lokov v glavnem portalu cerkve, ki so pogosto okrašeni s kipi ali trakastimi frizi. V romantiki tudi stenski portal, pri katerem se polkrožni lok nadaljuje z enako členitvijo kot ostenje.
Beseda izvira iz italijanske  (ali francoske) besede za prednji lok, ekvivalent angleški besedi arch (lok) in vault (obok). 